# Burgruine Imbach
Die Burgruine Imbach ist die Ruine einer Spornburg auf dem östlichen Ausläufer des Scheibelberges, am Zusammentreffen des Burgtals mit dem Kremstal, oberhalb des Flusses Krems südlich des Dorfes Imbach auf dem Gebiet der Marktgemeinde Senftenberg in Niederösterreich.

## Geschichte
Die ehemalige Burg Imbach ist der ursprüngliche Ansitz der vorerst freien, mit den auf Rehberg sitzenden Lengenbachern stammesverwandten, zu Ende des 12. Jahrhunderts als Ministerialen fungierenden Minnebacher. Als erster Vertreter begegnen uns Adalbert und sein Bruder Rüdiger spätestens 1130 in den Quellen. Am Anfang des 13. Jahrhunderts sind mehrere sich nach Imbach nennende Angehörige der ritterlichen Gefolgschaft der Minnebacher urkundlich fassbar. In der Zeit um 1200 brachte Tuta von Minnebach(-Senftenberg) die Burg Imbach in die Ehe mit Wichard (I.) von Weikertschlag-Zöbing ein. Nach dem Tod des letzten männlichen Zöbingers gelangte die Herrschaft Imbach spätestens 1232 durch Verehelichung mit einer weiblichen Angehörigen des Geschlechts – vermutlich Margarete von Zöbing-Senftenberg-Weikertschlag – an den einer Salzburger Ministerialenfamilie entstammenden Karl von Gutrat.
Der im Detail komplexen Übergang der Herrschaft Imbach an die Herren von Feldsberg ist derzeit ungeklärt. Im Jahr 1269 überließ Albero von Feldsberg die Burg Imbach dem im selben Jahr von ihm gestifteten Dominikanerinnenkloster Imbach, was den Abbruch des Sitzes als Baumaterial zur Folge hatte.

## Baubeschreibung und Baugeschichte

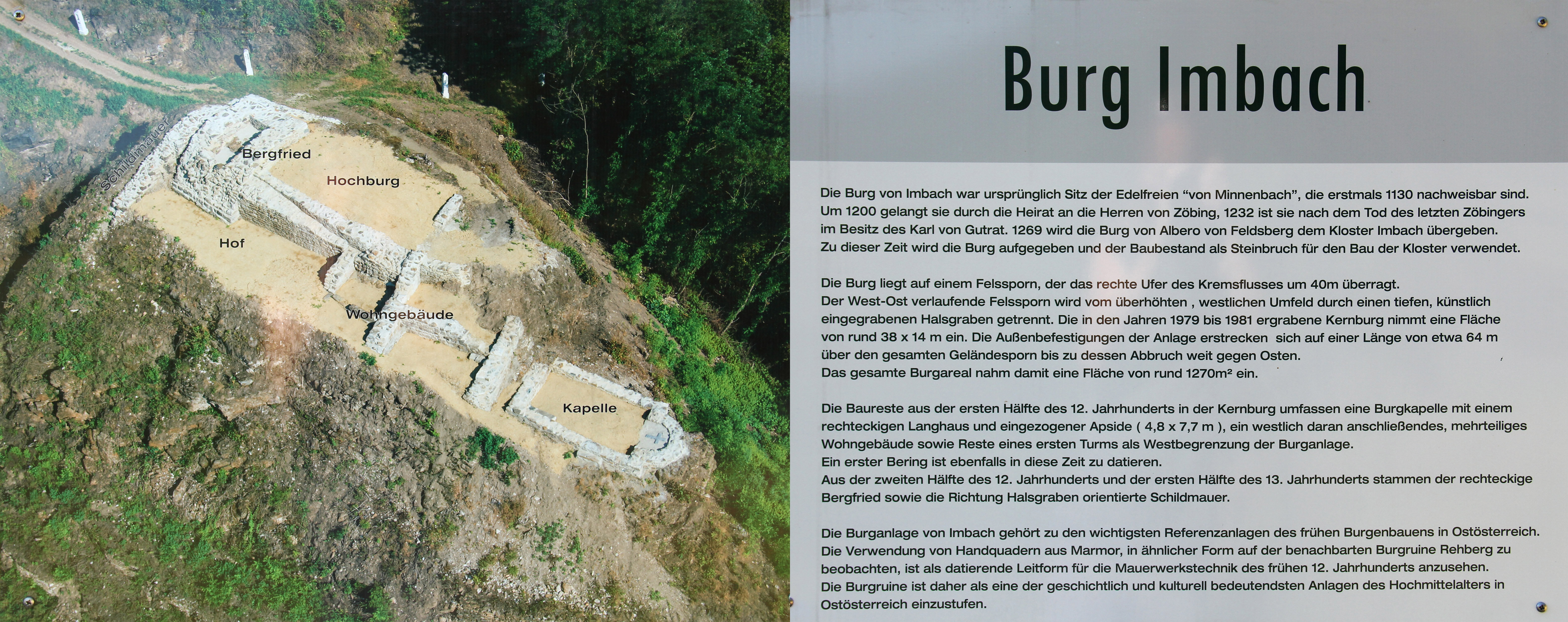
Infotafel bei der Burgruine (2013)

Der West-Ost-orientierte Bergsporn wird durch einen heute teilweise verflachten Halsgraben vom nordwestlich ansteigenden Scheibelberg getrennt. Grabungen des Bundesdenkmalamtes unter Leitung des Grabungstechnikers Gustav Melzer zwischen 1979 und 1981 konnte trotz der beengten Topographie eine für die postulierte Entstehungszeit komplexe, mehrphasige Burganlage zu Tege befördern. Im Zentrum der Hochburg finden sich die Reste eines Gebäudes mit Mauerstärken unter einen Meter, das nach der Mauerstruktur in die erste Hälfte des 12. Jahrhunderts zu datieren ist. Ein weiteres frühes, isoliertes, turmartiges Gebäude ist westlich vorgelagert und wird vom Bergfried des 13. Jahrhunderts überbaut. Auf dem Spornende im Osten der Hochburg finden sich die Fundamente der ehemaligen Burgkapelle, ein Apsidensaal von ca. 7,70 × 4,80 m. Ein massiver Ausbau der Burganlage erfolgte in der ersten Hälfte des 13. Jahrhunderts mit einem polygonal geführten Bering und einem auf ältere Baureste einbeziehenden Bergfried im Westen. Die mehrphasige Burganlage des Hochmittelalters ist burgenkundlich bedeutsam, da sie vor allem für den noch wenig erforschten frühen Burgenbau Ostösterreichs ein wertvolles Beispiel darstellt und lässt sich in der Grundrissdisposition mit der nahe gelegenen Burgruine Rehberg vergleichen. Der heutige Grundeigentümer errichtete 1999 westlich oberhalb der Burgruine eine moderne Kapelle, die in gewisser Weise die Form der ehemaligen Burgkapelle zitieren soll.
In den Jahren 2003/04 wurden bei Grabungsarbeiten auf dem Burgareal über hundert Keramikfragmente und zwei romanische Kapitelle aus weißem Quarzit (Kremstaler Marmor) gefunden. Diese zeigen die Grundform eines Würfelkapitells mit Kämpferplatte und Schaftring und sind allseitig gleich ausgebildet. Während das eine sich mit wulstigen, gegenläufigen Spiralen präsentiert zeigt das andere eine wulstige Hufeisenform. Die beiden Werksteine belegen die relativ qualitätsvolle architektonische Ausstattung der kleinen Burg, Vergleiche mit Kapitellen vom Palas der Burg Rastenberg legen eine Zeitstellung um 1200 nahe. Im Zeitraum 2013/2014 wurden die bisweilen ungesicherten Mauerreste durch den Grundstückseigentümer in Zusammenarbeit mit dem Bundesdenkmalamt und der Niederösterreichischen Dorf- und Stadterneuerung gesichert.